# Humboldtstraße 1 (Zwickau)

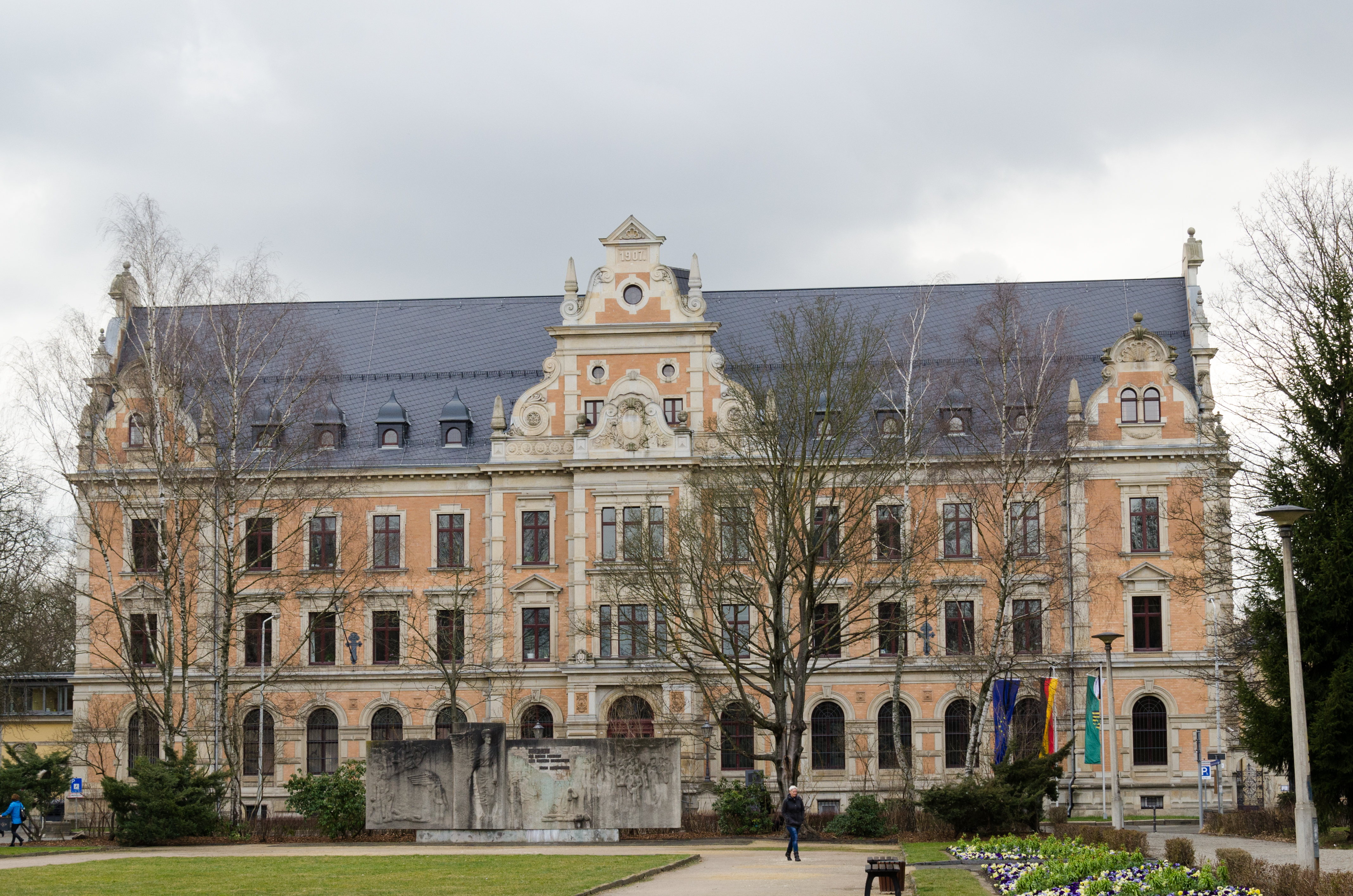
Humboldtstraße 1 (2015)

Die Humboldtstraße 1 in Zwickau ist ein Justizgebäudekomplex. Erbaut wurden die Gebäude als Kaiserliches Post- und Telegraphenamt, das 1883 zunächst nur im damals noch flacheren, vorderen Hauptgebäude eröffnet wurde.

## Lage
Das vordere Hauptgebäude ist dem Platz der Deutschen Einheit (vormals Albertplatz) zugewandt. Die dreispurige Humboldtstraße (B 173) schneidet es von diesem ab. Der gesamte Gebäudekomplex befindet sich am Rand des Schwanenteichparks zwischen Humboldtstraße 3, Ziegelwiese (vormals Ziegelteich) und Langem Teich.
Der vor dem Bau zugeschüttete Hospitalteich bildete historisch den südlichen Abschluss des zum historischen Georgen-, später Margarethenhospital zugehörigen Gebiets.

## Erbauung
Die Quellen zum Entstehungsjahr des vorderen Hauptgebäudes und Bezeichnungen der anfänglich beherbergten Ämter widersprechen sich. Folgende Angaben sind dazu vorhanden:
- „Datierungbez. 1882 (Post)“ (Denkmaldokument, Stand Mai 2025)[5]
- „1882/83 entstand auf dem Gelände des ein Jahr zuvor zugeschütteten Spitalteiches […] ein neues Hauptpostamt. Das […] Gebäude wurde am 4. November 1883 eröffnet.“ (Weg zur Industriekultur, 2020)[3]
- „Am 4. November [1883] nahm das Hauptpostgebäude (einschließlich Telegrafenamt) in der Humboldtstraße 1 seinen Betrieb auf. Das Haus entstand […] auf dem Gelände des ein Jahr zuvor zugeschütteten Spitalteiches.“ (N. Peschke und S. Teichert in: Chronik Zwickau, 2017)[2]
- „mit dem 1883 an der Humboldtstraße errichteten Reichspostamt, das das Telegrafenamt und ab 1884 das Fernsprechamt beherbergte“ (A. Winter in: Chronik Zwickau, 2017)[6]
- „in den Jahren 1883/84 das Kaiserliche Post- und Telegraphenamt errichtet.“ (J. Händler und R. Hertting-Thomasius: Bauwerke in Zwickau, 2000)[1]

Der Dresdner Postbaurates Gorth hatte das Gebäude zunächst zweigeschossig entworfen. 1905–1907 wurde es um ein drittes Geschoss und um ein neu gestaltetes hohes Dach erweitert. In dieser Zeit sind wohl auch die hinteren schlossartigen Nebengebäude entstanden.

## Architektur des Hauptgebäudes
Der repräsentative Gebäude zählt stilistisch zur Neorenaissance. Die Fassaden bestehen aus gelben Klinkern und gliedernden Sandsteinen, die plastisch verziert sind, wobei die Erweiterung nach oben als solche nicht auffällt. Neben Nord- und Südgiebel prägen drei Zwerchgiebel das hohe Dach, die die beiden Eckrisalite und vor allem den Mittelrisalit mit Haupteingang abschließen. Vor diesem Rundbogenportal befindet sich eine geschwungene Freitreppe, die als Barriere wirkt. Im Gebäude angekommen fällt die Ausgiebigkeit von Foyer, Fluren und Treppenhäusern auf. Laut Härdler und Hertting-Thomasius handele es sich „trotz der unterschiedlichen Stilelemente [um] ein überaus harmonisches Gebäude“.

## Heutzutage
„Nach Umbau und denkmalgerechter Sanierung wurde am 27. Januar 2003 der Komplex als Teil des Zwickauer Landgerichtes mit Staatsanwaltschaft und Amtsgericht in Betrieb genommen.“ Den Weg zum benachbarten Gerichtsgebäude am Platz der Deutschen Einheit 1 erleichtert eine Verkehrsinsel. Das Hauptgebäude ist Teil des Weges zur Industriekultur in Zwickau.

## Impressionen …

### … auf den Gebäudekomplex
(von Nordosten beginnend gegen den Uhrzeigersinn)

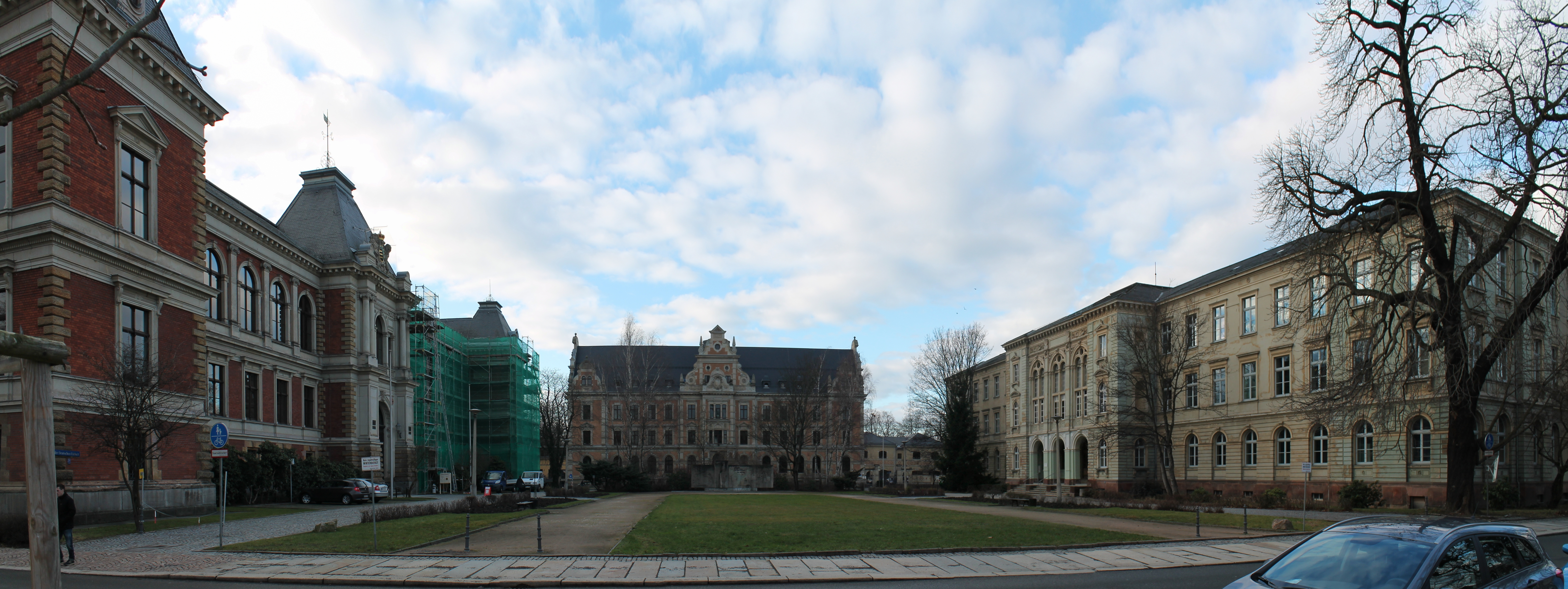
Platz der Deutschen Einheit (2013)
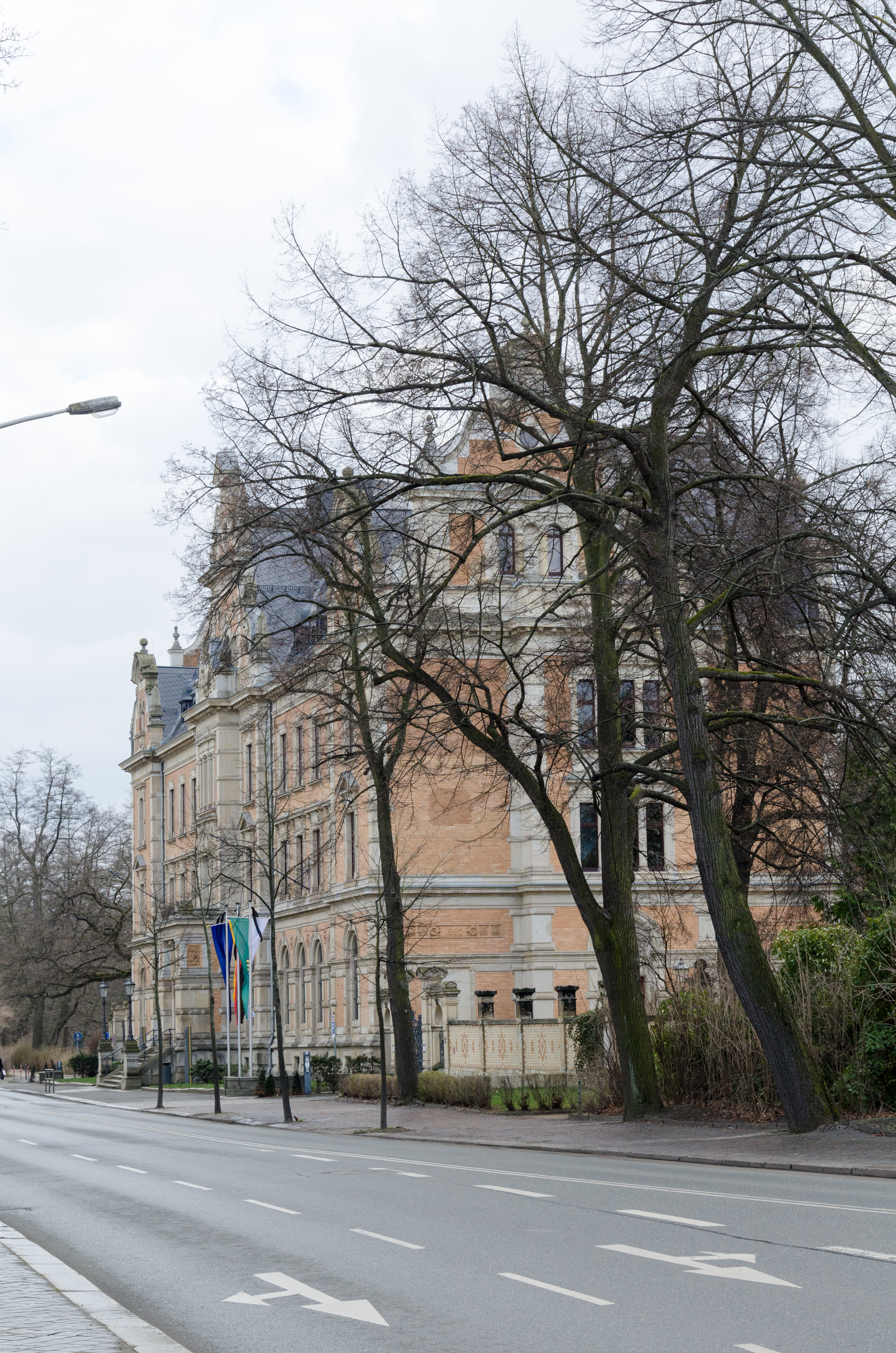
Humboldtstraße (2015)
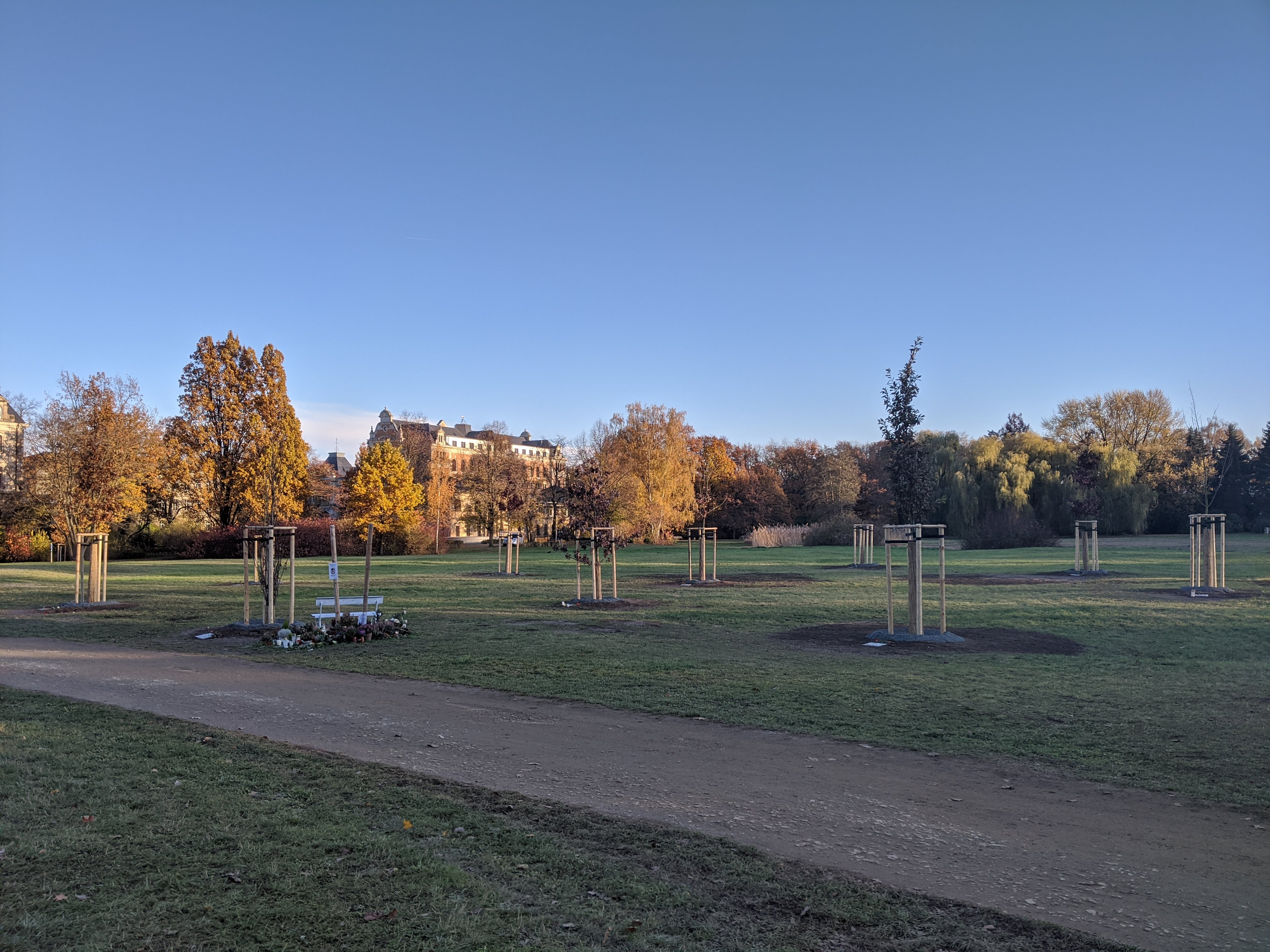
Gedenkbäume für die NSU-Mordopfer auf der nördlichen Ziegelwiese (2019)
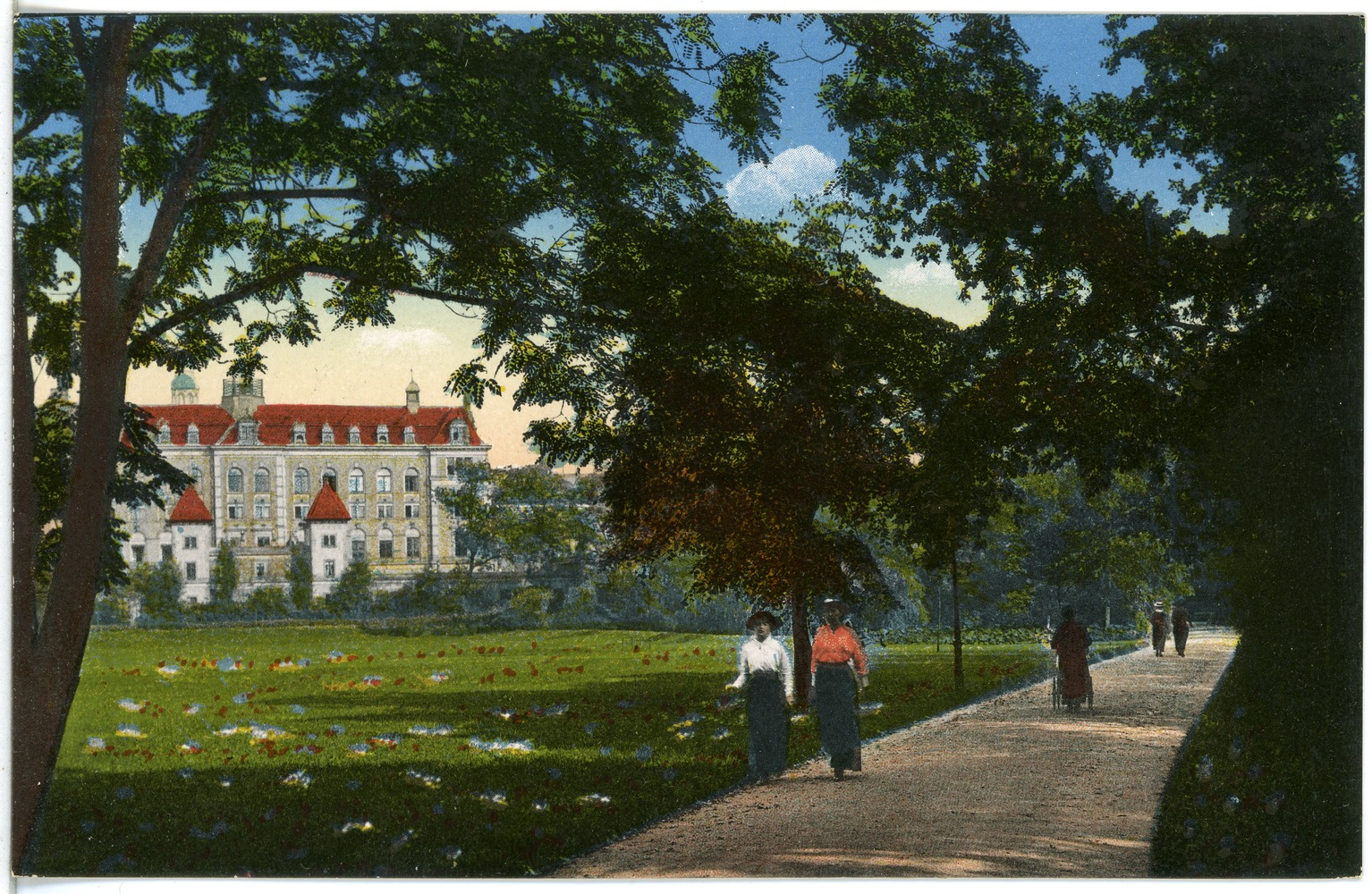
Südliche Ziegelwiese (Postkarte, 1916)
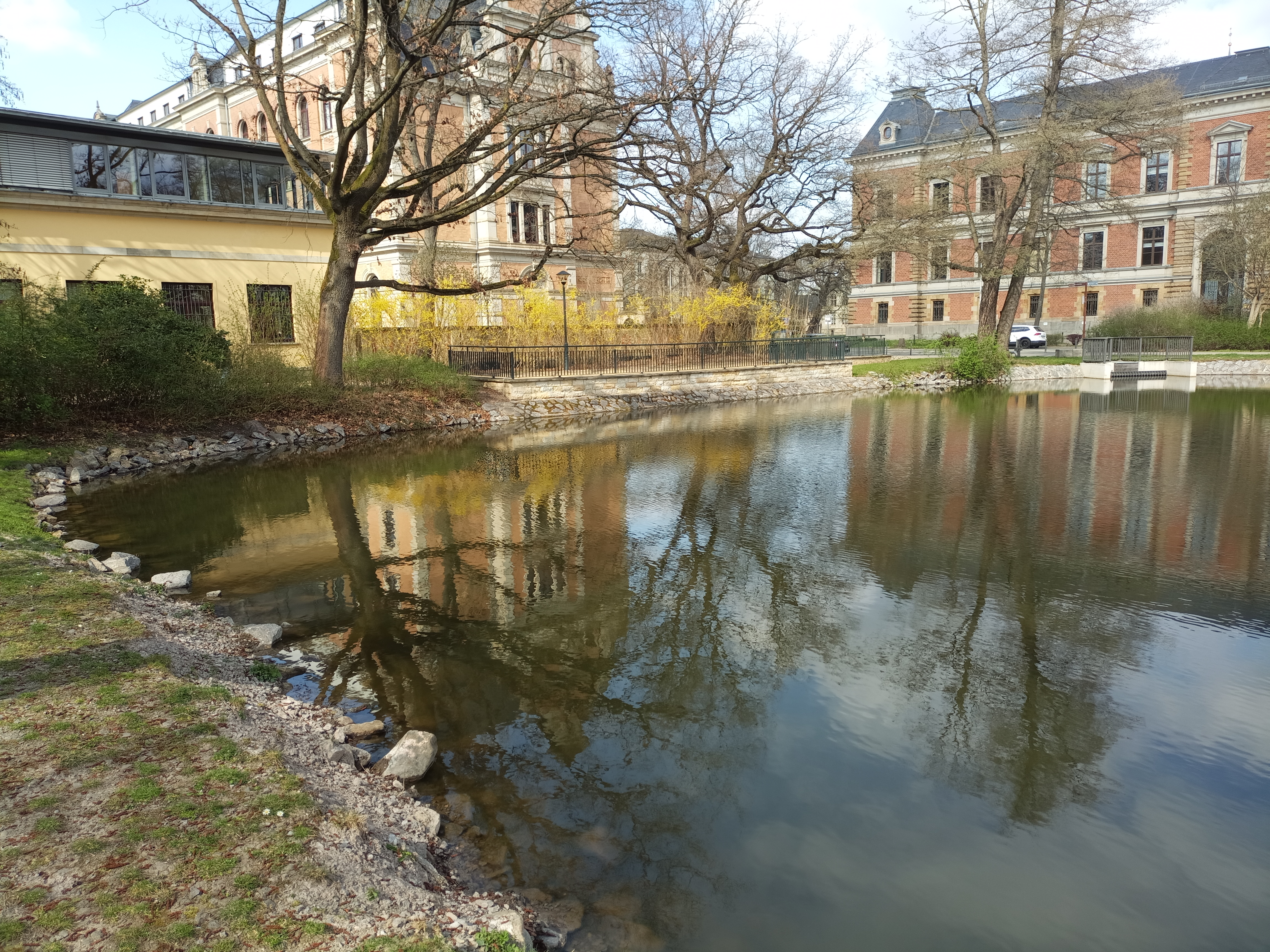
Langer Teich und Platz der Deutschen Einheit 1 (2025)
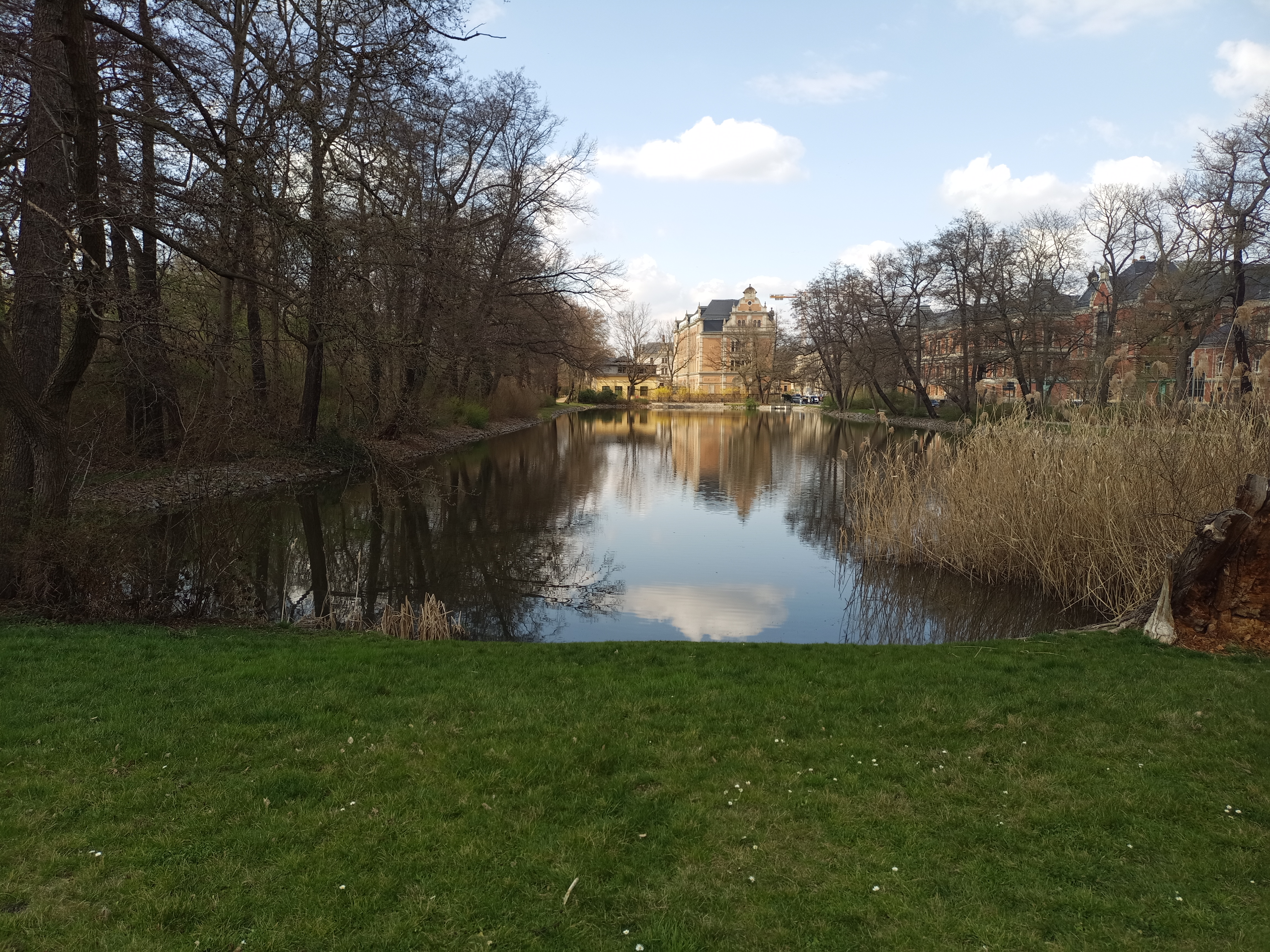
Langer Teich (2025)

### … aus dem Gebäudekomplex

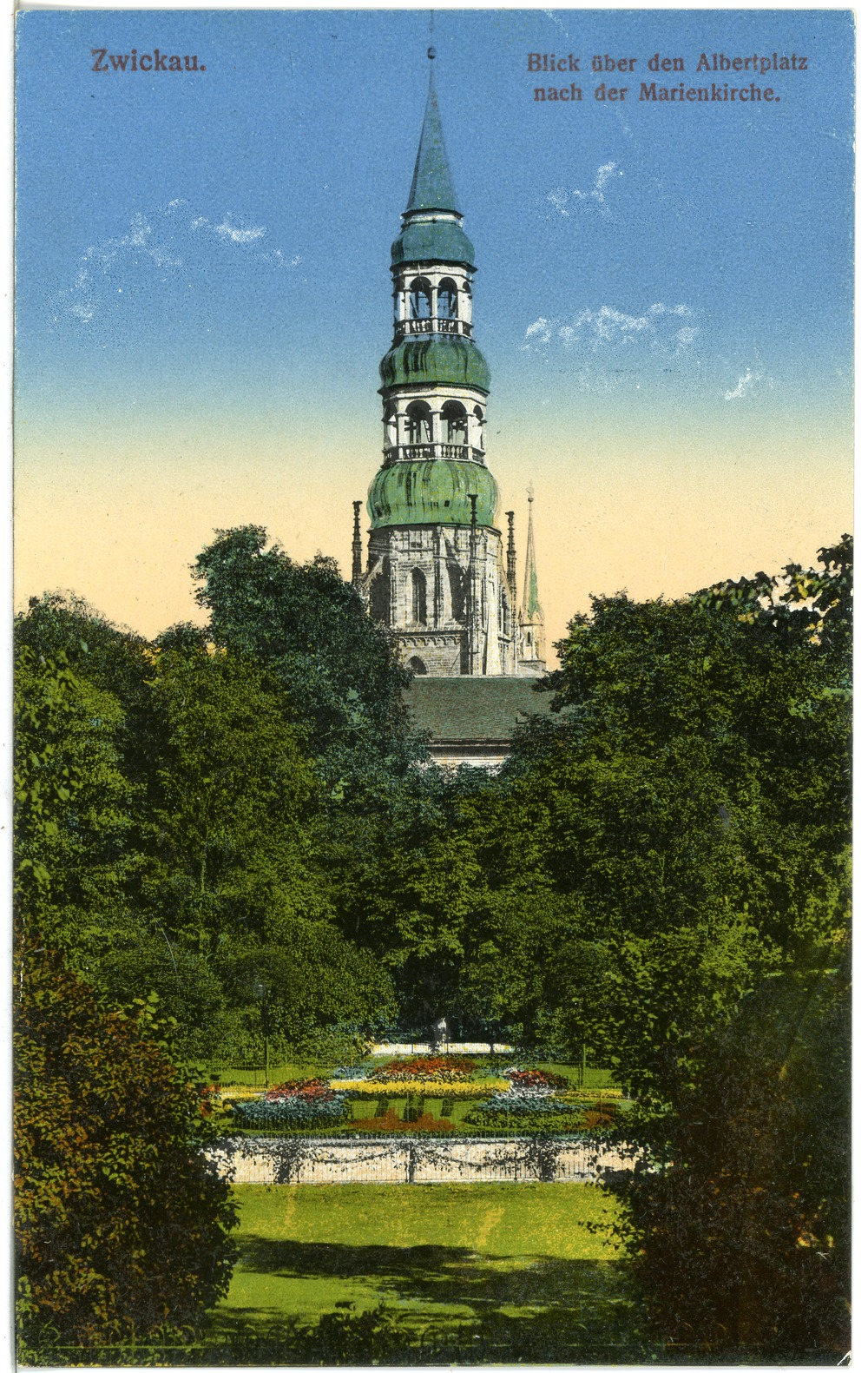
Albertplatz (heutiger Platz der Deutschen Einheit), Bürgerschule (Peter-Breuer-Straße 13) und Marienkirche (1916)
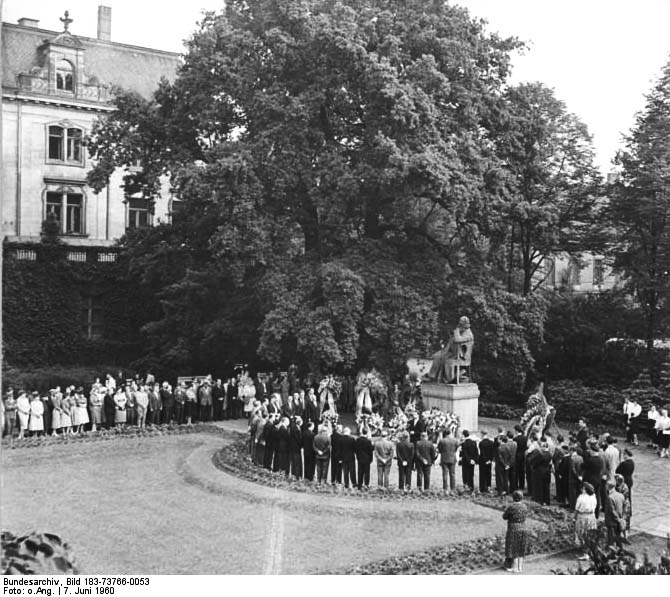
Robert-Schumann-Denkmal und Humboldtstraße 3 (1960)